# (27189) 1999 CF51
1999 سي أف 51 (ويعرف أيضًا باسم (27189) 1999 سي أف 51 وفق تسمية الكوكب الصغير) (بالإنجليزية: 1999 CF51)‏ هو كويكب ضمن حزام الكويكبات؛ وترتيبه 27189 من حيث الاكتشاف.
اكتُشف هذا الجُرم الفلكي بواسطة بحث لنكولن عن الكويكبات القريبة من الأرض في 10 فبراير 1999.

## وصلات خارجية
- (27189) 1999 CF51 في قاعدة بيانات مختبر الدفع النفاث لأجرام النظام الشمسي الصغيرة

- الاكتشاف · مخطط المدار ·  العناصر المدارية · المعلمات المادية

- (27189) 1999 CF51 على موقع ويكي سكاي: DSS2, SDSS, GALEX, IRAS, Hydrogen α, X-Ray, Astrophoto, Sky Map, Articles and images